# Miles M.18
Die Miles M.18 ist ein einmotoriges, zweisitziges Kleinflugzeug des britischen Herstellers Miles Aircraft.

## Entwicklung und Konstruktion
Miles M.18 war eine Reihe von drei leicht unterschiedlichen Prototypen.
Die M.18 Mk.1 war ein zweisitziges Schulflugzeug in Tandemkonfiguration, das von einem de Havilland Gipsy Major mit einer Nennleistung von 130 PS (96 kW) angetrieben wurde. Ihren Erstflug absolvierte diese Maschine mit Frederick George Miles am Steuer am 4. Dezember 1938 in Woodley. Im Jahre 1941 wurde sie zu einem Einsitzer mit Bugradfahrwerk umgebaut. Das Heckleitwerk wurde um 22 in (0,56 m) nach vorne verlegt. 1946 wurde das Flugzeug wieder auf ein Spornradfahrwerk zurückgebaut und die Spannweite von 31 ft (9,45 m) auf 22 ft (6,71 m) reduziert. Des Weiteren wurde das Triebwerk gegen einen Jameson FF mit einer Nennleistung von 110 PS (81 kW) ausgetauscht. 1947 wurde die Maschine verschrottet.

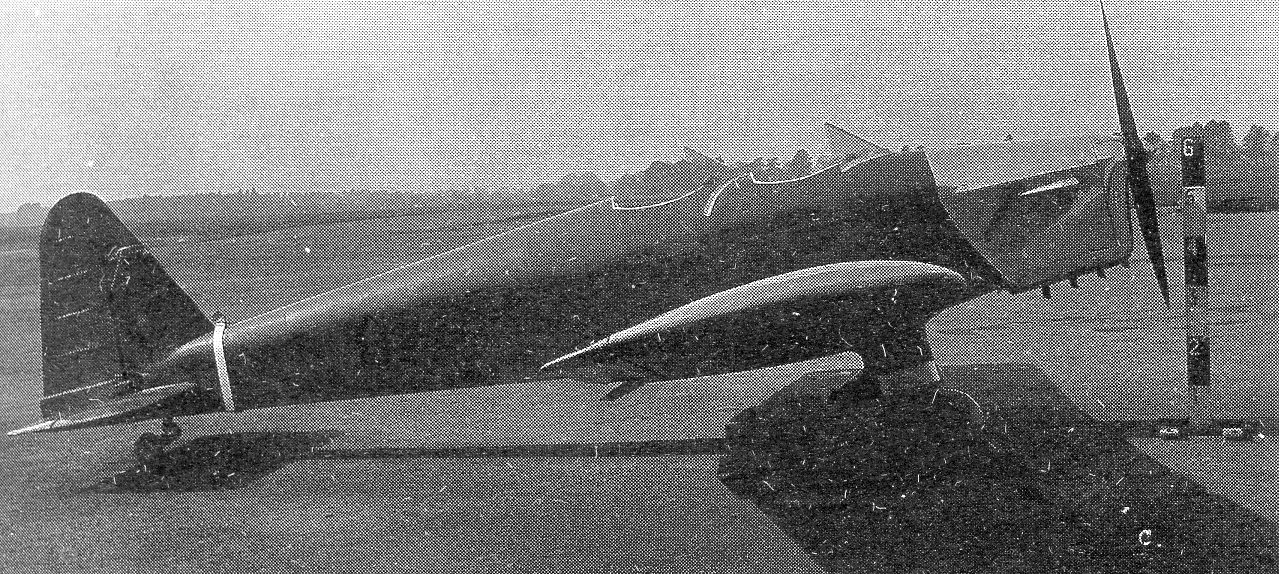
M.18 Mk 1 in der Konfiguration vor 1941

Bei der M.18 Mk.2 lag das Heckleitwerk ebenfalls 22 in (0,56 m) weiter vorne als ursprünglich bei der Mk.1. Sie wurde von einem Blackburn Cirrus Major III mit 150 PS (110 kW) angetrieben. Das einzige Exemplare mit der Werknummer HM545 absolvierte seinen Jungfernflug im November 1939. Es wurde vom Air Ministry als Ersatz für die Miles Magister in Betracht gezogen. Testpiloten zufolge war die Maschine besser zu steuern als die Magister, konnte nicht ins Trudeln geraten und war auch nachts gut zu fliegen. Nichtsdestotrotz wurde ihr mangelnde Belastbarkeit bescheinigt. Die Mk.2 wurde von Miles Aircraft während des Zweiten Weltkriegs als Verbindungsflugzeug eingesetzt. Danach wurde sie mit dem Luftfahrzeugkennzeichen G-AHKY in die zivile Nutzung überführt und gewann im Jahr 1945 mit einer Durchschnittsgeschwindigkeit von 130 mph (209 km/h) das Goodyear-Trophy-Luftrennen sowie im Jahr 1961 mit einer Durchschnittsgeschwindigkeit von 142 mph (229 km/h) das King’s Cup Race. Nach verschiedenen privaten Besitzern wurde das Flugzeug 1989 stillgelegt und befindet sich seit 1996 in der Ausstellung des National Museum of Flight in Schottland.
Die M.18 Mk.3 wurde mit geschlossenen Cockpits ausgerüstet und ebenfalls von einem Blackburn Cirrus Major III angetrieben. Das einzige gebaute Exemplar mit der Bezeichnung U-0236 flog zum ersten Mal im Oktober 1942 in Woodley. Es wurde von Miles Aircraft mit dem Kennzeichen JN703 als Verbindungsflugzeug eingesetzt, bevor es im Jahr 1946 mit dem Kennzeichen G-AHOA der zivilen Nutzung zugeführt wurde. Nach zwei privaten Besitzern wurde es bei einem Absturz am 25. Mai 1950 in der Nähe von Littondale in Yorkshire zerstört.

## Technische Daten (M.18 Mk.2)

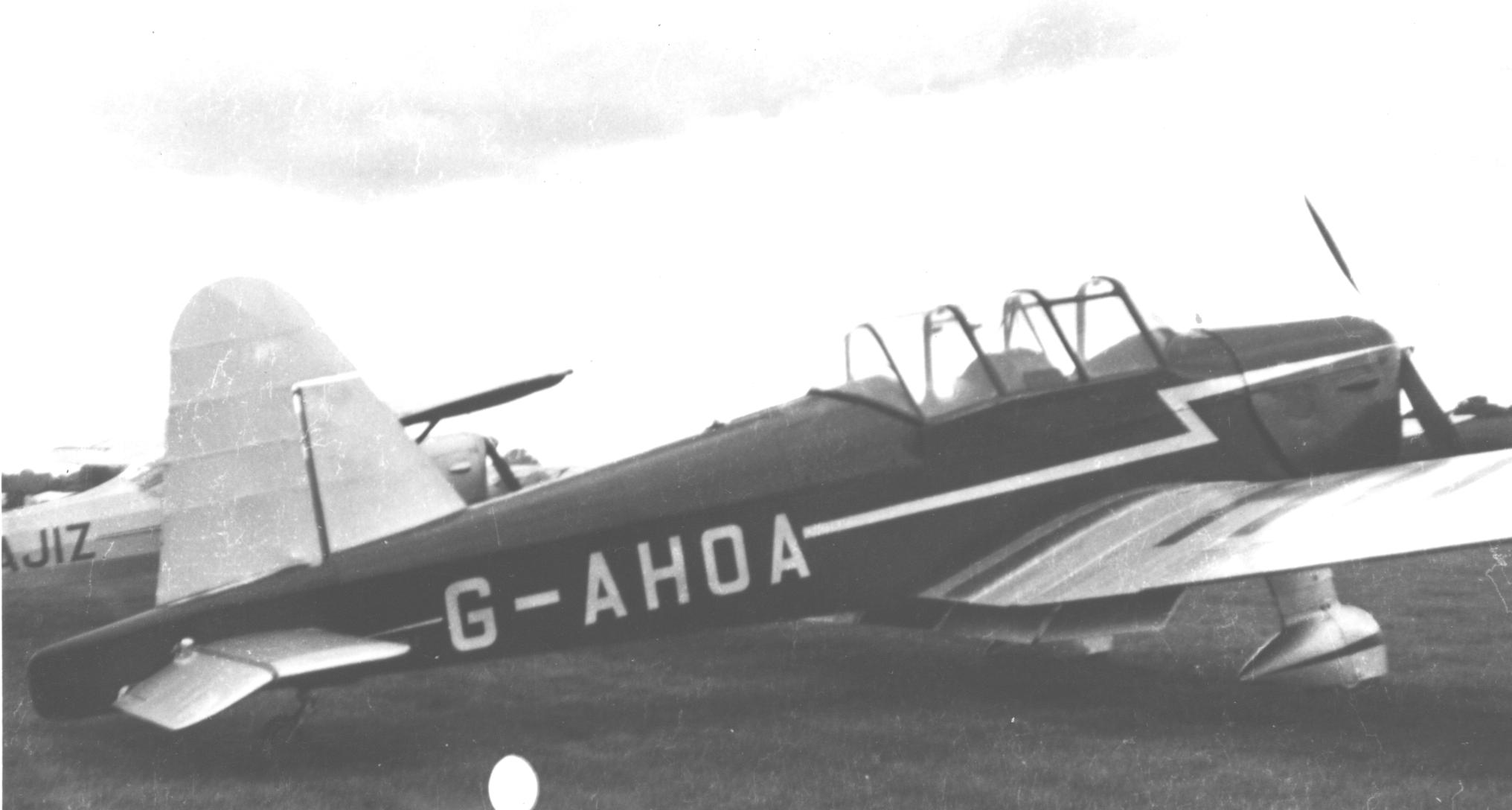
Miles M.18 Mk.3, 1950

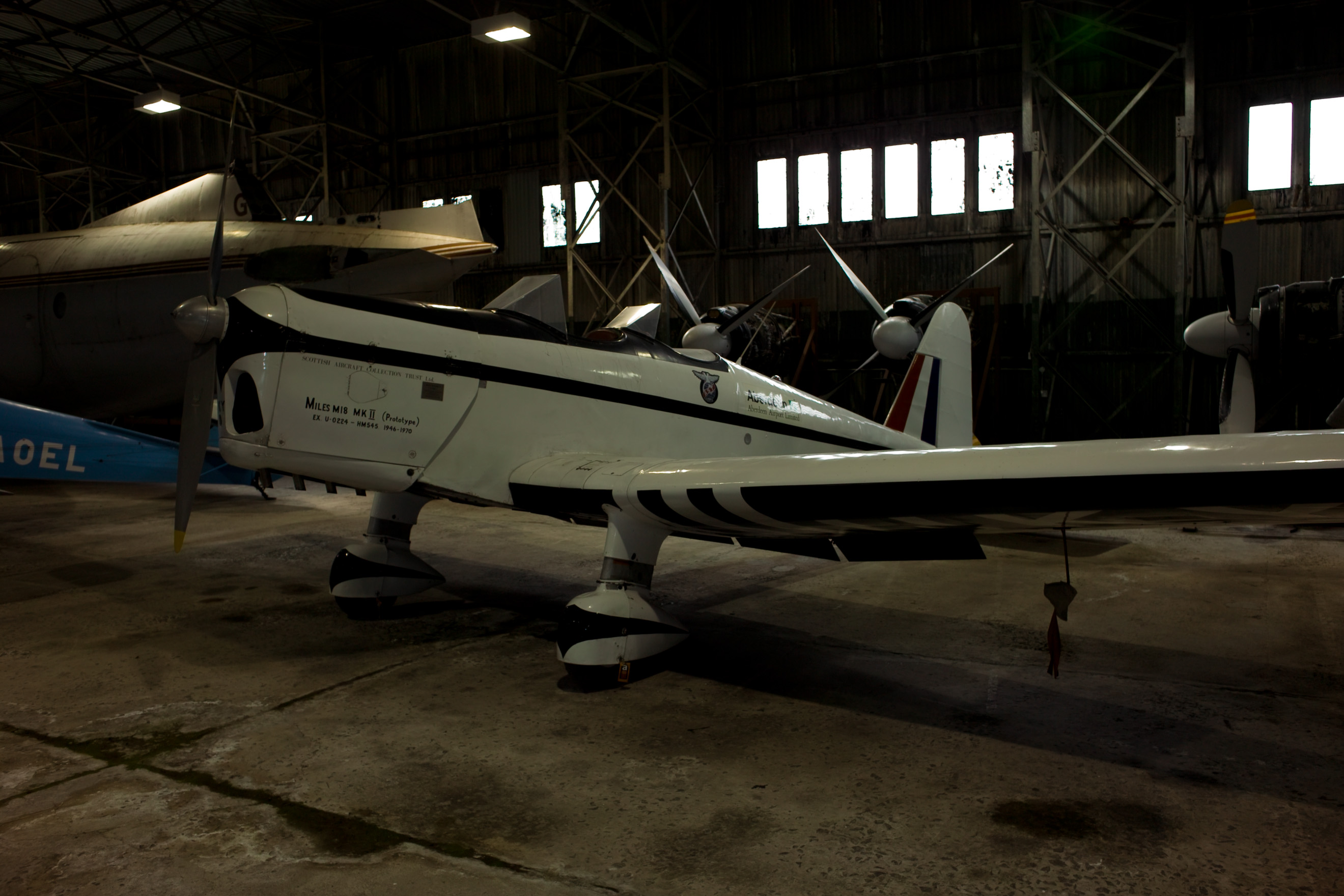
Miles M.18 G-AHKY im National Museum of Flight in Schottland

| Kenngröße             | Daten                                              |
| --------------------- | -------------------------------------------------- |
| Besatzung             | 1                                                  |
| Passagiere            | 1                                                  |
| Länge                 | 24,83 ft (7,57 m)                                  |
| Spannweite            | 31 ft (9,45 m)                                     |
| Leermasse             | 1.360 lb (617 kg)                                  |
| max. Startmasse       | 1.925 lb (873 kg)                                  |
| Reisegeschwindigkeit  | 120 mph (193 km/h)                                 |
| Höchstgeschwindigkeit | 142 mph (229 km/h)                                 |
| Triebwerke            | 1 × Blackburn Cirrus Major III mit 150 PS (110 kW) |

## Erhaltene Exemplare
Die M.18 Mk.2 befindet sich seit 1996 in der Ausstellung des National Museum of Flight in Schottland.